# Subprefectura de Sorachi

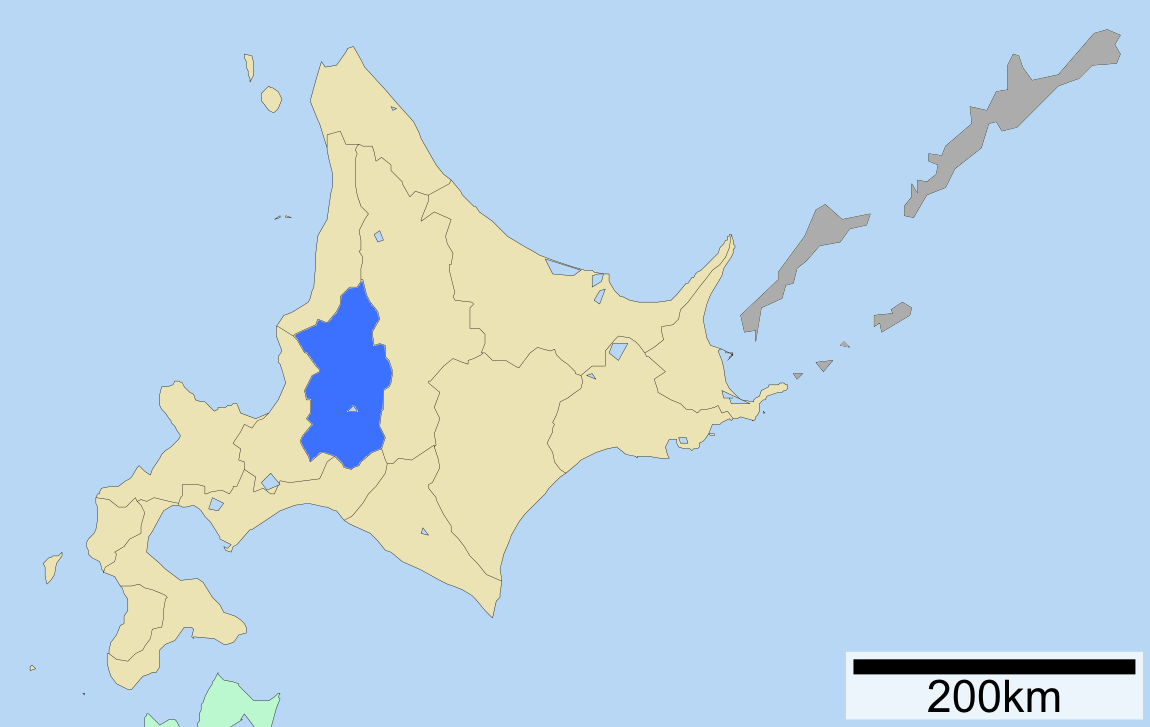
Subprefectura de Sorachi en Hokkaidō.

Sorachi (空知総合振興局 Sorachi-sōgō-shinkō-kyoku?) es una subprefectura de Hokkaidō, Japón.  En 2004 tenía una población estimada de 373 736 y una área de 6558.26 km².

## Ciudades
- Akabira
- Ashibetsu
- Bibai
- Fukagawa
- Iwamizawa (capital)
- Mikasa
- Sunagawa
- Takikawa
- Utashinai
- Yūbari